# 山內上杉家
山內上杉家（羅馬字：Yamanouchiuesugike）是室町時代在關東地方割據的上杉氏諸家之一。足利尊氏、直義兄弟的舅父上杉憲房之子，身兼上野、越後、伊豆守護的上杉憲顯為始祖之家，居館在鎌倉的山內（鎌倉市山之內、現在也有「管領屋敷」的地名）故名。山內上杉家和扇谷上杉家並稱「兩上杉家」。

## 歷史
在正平18年/貞治2年（1363年）足利尊氏次男基氏前往鎌倉並成為鎌倉公方（關東公方）同時，上杉憲顯則成為關東公方的執事（後來的關東管領）並負責輔助公方處理關東的政務。憲顯因為在觀應之亂時屬於足利直義方，所以被奪去上野、越後守護的地位而一時沒落，但是在尊氏死後，因為向基氏懇求而復歸成為關東管領，以及被原諒而回復上野、越後守護的地位。
在應永23年（1416年）的上杉禪秀之亂後，由憲顯的兄弟宅間上杉家、犬懸上杉家相繼衰亡後，山內上杉家成為上杉氏的宗家並獨佔關東管領之職，以上野為本據並在武藏、伊豆擴張勢力。
但是在永享10年（1438年）的永享之亂中與鎌倉公方家對立，之後的享德之亂中敗北。更在文明7年（1475年）開始以長尾景春之亂為契機，由憲顯的叔父重顯所出的扇谷上杉家由於有家宰太田道灌的輔助而擴大勢力，於是扇谷家成為能與山內家匹敵的勢力。以後山內和扇谷兩家就為了關東管領之位而持續了數十年的鬥爭（長享之亂）。
山內上杉家在此戰中勝利並成功守著關東管領的地位，但是之後越後守護代長尾為景的叛亂以及因為上杉顯定的戰死而引起的家督之爭（永正之亂），在這段期間，受到在伊豆新興起並平定相模的後北條氏壓迫。
關東管領上杉憲政為了與後北條氏對抗而與扇谷家達成和睦，但是在天文15年（1546年）的河越夜戰中大敗，勢力亦急速衰退，在天文21年（1552年）逃往上野投靠越後的長尾景虎（後來的上杉謙信）。永祿4年（1561年）3月，憲政以景虎為嗣子並讓予家督和關東管領職，大名上杉氏的家名就以長尾氏的身份存續下去。
之後憲政在天正7年（1579年）的御館之亂中，在前往和睦交渉的途中被上杉景勝方的士兵討殺。但是憲政的孫兒和後代生存到江戶時代。

## 歷代當主
|             | 主要事件                         | 主要家臣（家宰、守護代等）             |
| ----------- | -------------------------------- | -------------------------------------- |
| 1.上杉重房  | 前往鎌倉・和足利氏成為姻親       |                                        |
| 2.上杉賴重  |                                  |                                        |
| 3.上杉憲房  | 室町幕府成立                     |                                        |
| 4.上杉憲顯  | 觀應擾亂、宇都宮征伐             | 長尾景忠、大石信重                     |
| 5.上杉憲方  | 康曆政變、小山氏之亂             | 長尾房景、大石信重                     |
| 6.上杉憲定  | 應永之亂                         | 長尾忠政、長尾景仲、大石信重           |
| 7.上杉憲基  | 上杉禪秀之亂                     | 長尾忠政、長尾景仲、大石憲重           |
| 8.上杉憲實  | 永享之亂、結城合戰               | 長尾忠政、長尾景仲、大石憲儀           |
| 9.上杉憲忠  | 享德之亂                         | 長尾實景、長尾景仲、大石房重           |
| 10.上杉房顯 | 五十子之戰                       | 長尾景仲、長尾景信、大石房重           |
| 11.上杉顯定 | 長尾景春之亂、長享之亂、永正之亂 | 長尾忠景、長尾景人、大石顯重、岩松明純 |
| 12.上杉顯實 | 永正之亂                         | 長尾顯方、成田顯泰                     |
| 13.上杉憲房 | 永正之亂、小弓公方成立           | 長尾景長、長野憲業、大石定重、橫瀨景繁 |
| 14.上杉憲寛 | 小弓公方支援                     |                                        |
| 15.上杉憲政 | 河越城之戰、御館之亂             | 長尾當長、長野業正、大石定久、由良成繁 |
| 16.上杉政虎 | 川中島之戰                       | 柿崎景家、直江景綱、齋藤朝信、小島貞興 |

- 庶流有倉本氏、古幡氏、天津氏、河井氏、葛見氏、苫米地氏、長合氏等。

## 家臣
上野眾
- 長野業盛
- 長尾憲景
- 橫瀨泰繁

- 上泉信綱
- 沼田顯泰
- 那波宗俊

- 倉賀野秀景
- 高田憲賴
- 那波宗元

長尾氏、橫瀨氏、那波氏、倉賀野氏、後閑氏、白倉氏、和田氏、安中氏、沼田氏。
武藏眾
- 成田親泰
- 太田資康
- 藤田康邦

- 成田長泰

- 成田氏長

大石氏、藤田氏、太田氏、成田氏。

## 主要據點
- 菅谷城
- 鉢形城
- 平井城

## 關連項目
- 越後上杉家
- 深谷上杉家
- 扇谷上杉家